# Cardioglossa elegans
Cardioglossa elegans és una espècie de granota que viu al Camerun, Guinea Equatorial i Gabon.
Està amenaçada d'extinció per la pèrdua del seu hàbitat natural.